# Зорге, Георг Андреас
Георг Андреас Зо́рге (нем. Georg Andreas Sorge; 21 марта 1703, Мелленбах — 4 апреля 1778, Лобенштейн) — немецкий теоретик музыки и композитор. Наиболее известен исследованиями в области музыкальной акустики, гармонии, музыкальной композиции.

## Очерк жизни и творчества
В 1714—1721 учился игре на органе, а также постигал основы музыкальной теории у Каспара Тишера. Одновременно изучал латынь, теологию и математику в Тюрингии у Иоганна Вольфганга Винцера (Wintzer). С 1721 до конца жизни был придворным органистом в небольшом тюрингском городе Лобенштейне (с 2005 Бад-Лобенштейн). Во время грандиозного городского пожара в 1732 году потерял всё своё имущество. В 1747—1761 Зорге — член «Общества музыкальных наук» (нем. Societät der musicalischen Wissenschaften) в Лейпциге, руководимого Л. К. Мицлером.
В ряде трудов (особенно в «Gespräch zwischen einem Musico theoretico und einem Studioso Musices», 1748) выступал в защиту предложенного Г. Ф. Телеманом деления октавы на 55 микроинтервалов (так называемая Systema Telemanicum), полемизируя с известным немецким коллегой К. Г. Шрётером. Поскольку Телеман не выразил интереса к полемике (и вероятно, не был в состоянии дать математический расчёт предложенной им системы), Зорге сам предложил такой расчёт.
В учении о гармонии утверждал, что существуют только два лада — мажор и минор, каждый со своим набором «побочных ладов» (нем. Nebentonarten; то есть, с ладовой периферией). Зорге вышучивал аффекты тональностей (высотных разновидностей мажорного и минорного ладов), описанные Маттезоном в его книге «Das neu-eröffnete Orchestre» (1713), и считал актуальными лишь два этоса — радостный, свойственный мажору, и «страстный» (нем. sehnlich), свойственный минору. В последнем утверждении, как и в других теоретических и эстетических высказываниях Зорге, прослеживается отход от барочной теории аффектов в сторону рационализма классической теории музыки.
Зорге — автор сонат, прелюдий, токкат и сочинений других современных ему жанров для органа и клавишных инструментов (клавесина, клавикорда), в том числе, «Токкаты по всем 24 ладам [квинтового] круга» (Toccata per omnem circularum 24 modorum) и сборника клавирных партит «Wohlgewürtzte Klangspeisen» («Хорошо приправленные специями звуковые блюда»). Зорге также приписывают три органные фуги на мотив B-A-C-H, которые включены в Приложение III (Anhang III) знаменитого баховского каталога BWV. Список сочинений сам Зорге дал в трактате «Compendium harmonicum» (1760).

## Рецепция
Об известности Зорге свидетельствует тот факт, что уже И. Маттезон в 1740 году включил его биографию в свой справочник «Grundlage einer Ehren-Pforte». Ф. Ж. Фетис посвятил анализу учения о гармонии Зорге особый раздел в Четвёртой книге своего «Трактата о гармонии» (1844).

## Избранные труды
- Anweisung zur Stimmung und Temperatur sowohl der Orgelwerke, als auch anderer Instrumente, sonderlich aber des Claviers // Руководство по настройке и темперации органов и других инструментов, и особенно клавиров. Hamburg, 1744.
- Vorgemach der musicalischen Composition, oder Ausführliche, ordentliche und vor heutige Praxin hinlängliche Anweisung zum General-Bass // Подход[7] к музыкальной композиции, или подробное, систематические и достаточное для современной практики руководство по генерал-басу. Lobenstein, s.a. [между 1745 и 1747]; современное издание и англ. перевод в диссертации A.D. Reilly (Northwestern University, 1980).
- Gespräch zwischen einem Musico theoretico und einem Studioso musices von der Prätorianischen, Printzischen, Werckmeisterischen, Neihardtischen, und Silbermannischen Temperatur wie auch von dem neuen Systemate Herrn Capellmeister Telemanns, zu Beförderung reiner Harmonie // Беседа музыканта-теоретика со студентом-музыкантом о темперациях Преториуса, Принца, Веркмейстера, Нейдхардта и Зильбермана, а также о новой [звуковысотной] системе господина капельмейстера Телемана. Lobenstein, 1748.
- Ausführliche und deutliche Anweisung zur Rational-Rechnung, und der damit verknüpfften Ausmessung und Abteilung des Monochords // Подробное и четкое руководство к расчёту и связанному с ним измерению и делению монохорда. Lobenstein, 1749.
- Zuverlässige Anweisung Claviere und Orgeln behörig zu temperiren und zu stimmen // Надежное руководство для темперации и настройки клавиров и органов. Leipzig; Lobenstein, 1758.
- Compendium harmonicum, oder Kurzer Begriff der Lehre von der Harmonie // Гармонический компендий, или краткий очерк учения о гармонии. Lobenstein, 1760; труд издан в Берлине в том же году под названием «Anleitung zum Generalbass und zur Composition» (Введение к генерал-басу и композиции); англ. перевод в диссертации Дж. Мартина (J. Martin, Catholic University of America, Washington DC, 1980).
- Die geheim gehaltene Kunst von Mensuration von Orgel-Pfeiffen // Тайное искусство мензурирования органных труб (ок. 1760; при жизни статья не опубликована). Современное издание и английский перевод см. в серии Bibliotheca organologica, XXIII (Buren, 1977).
- Anleitung zur Fantasie, oder Zu der schönen Kunst das Clavier wie auch andere Instrumente aus dem Kopfe zu spielen // Введение к фантазии, или О прекрасном искусстве с ходу играть на клавире и других инструментах[8]. Lobenstein, 1767.
- Die Melodie aus der Harmonie… hergeleitet // Мелодия, выведенная из гармонии (при жизни статья не опубликована).
- Der in der Rechen- und Meßkunst wohlerfahrene Orgelbaumeister // Органный мастер, умудренный в искусстве счета и измерения. Lobenstein, 1773.